# طرق (كوهسرخ)
طرق هي قرية في مقاطعة كوهسرخ، إيران. عدد سكان هذه القرية هو 1,803 في سنة 2006.